# Troilizam
Troilizam ili trijalizam je naziv za sklonost promatranju svog romantičnog partnera ili partnerica kako se upušta u seksualne odnose s trećom osobom.  Najčešći primjer troilizma je muškarac koji uživa promatrajući vlastitu ženu u spolnom odnosu s drugim muškarcem. Takve su sklonosti preduvjet za sklonost swingerskom životnom stilu. 
Troilizam valja razlikovati od ménage à trois koji opisuje trajnu životnu zajednicu između tri seksualna partnera/ice.